# Aeródromo María Elena
El Aeródromo María Elena (OACI: SCNE) es un terminal aéreo ubicado cerca de María Elena, en la Provincia de Tocopilla, Región de Antofagasta, Chile. Es de propiedad privada.